# Лилия Недева
Лилия Недкова Недева е български политик и икономист. Народен представител от коалиция „Български възход“ в XLVIII народно събрание.

## Биография
Лилия Недева е родена на 14 юни 1982 г. в град Пловдив, Народна република България. Няколко години живее и учи в Германия. Завършва бакалавър специалност „Международни икономически отношения“ в Пловдивския университет „Паисий Хилендарски“, а след това две магистратури – „Международна търговия“ и „Счетоводство и анализ“.
На парламентарните избори през 2022 г. е кандидат за народен представител от листата на коалиция „Български възход“, втора в листата на 16 МИР Пловдив-град. Избрана е за народен представител.